# Lares (Porto Rico)
Lares é uma pequena municipalidade na região monatanhosa centro-oeste de Porto Rico. Caracterizada por algumas edificações com arquitetura da época colonial espanhola, Lares situa-se a cerca de 1,5 hora da capital San Juan.
Em 1868, Lares foi palco do levante causado por rebeldes que lutavam pela independência da Espanha. O movimento, rapidamente abafado, tornou-se conhecido como o Grito de Lares.